# Rubus dumnoniensis
Rubus dumnoniensis är en rosväxtart som beskrevs av Charles Cardale Babington. Rubus dumnoniensis ingår i släktet rubusar, och familjen rosväxter. Inga underarter finns listade i Catalogue of Life.